# Philipp Carl von Canstein
Pour les autres membres de la famille, voir Famille von Canstein.
Philipp Carl Christian baron von Canstein (né le 4 février 1804 à Eschwege et mort le 5 novembre 1877 à Cassel) est un général d'infanterie prussien.

## Biographie

### Origine
Philipp Carl est le fils du capitaine Christian Ludwig von Canstein (né le 29 juillet 1766 et mort le 19 juin 1813 à Ziegenhain) et sa femme Christine, née von Wurmb (de).

### Carrière militaire
Le 1er août 1819, Canstein s'engage comme cadet dans le 2e régiment de grenadiers à Stettin et est promu sous-lieutenant en 1821. Cela est suivi de plusieurs affectations à l'école des cadets de Berlin, jusqu'à ce qu'il devienne major à son 23e régiment d'infanterie en Haute-Silésie. À Breslau, Canstein est nommé lieutenant-colonel commandant du 11e régiment de grenadiers. En 1863 il prend le commandement de la 11e brigade d'infanterie à Brandebourg-sur-la-Havel. Il la dirige pendant la guerre des Duchés 1864 lors de la prise d'assaut de la redoute de Düppel. Pour cela, il est décoré du Pour le Mérite le 7 juin.
Après la guerre contre le Danemark, Canstein devient le 4 janvier 1866 commandant de la 15e division d'infanterie à Cologne, qu'il forme pendant la guerre austro-prussienne le 3 juillet à la bataille de Sadowa et pour laquelle il est décoré des feuilles de chêne de l'ordre Pour le Mérite le 20 septembre 1866. En avril 1869, Canstein devient gouverneur de Magdebourg. Pendant la guerre franco-prussienne de 1870/71, il est commandant dans les Marches et gouverneur de Berlin. Le 8 novembre 1871, Canstein est mis à disposition avec l'attribution du titre de grand commandeur de l'Ordre de la Maison Royale de Hohenzollern avec pension.

### Famille
Canstein est marié en premières noces depuis le 19 mars 1839 à Marie von Troschke (1817–1841), fille du lieutenant général Ernst Maximilian von Troschke (1780–1847). Après la mort de cette dernière, il épouse le 29 juillet 1844 Adelheid von Krauseneck (1817-1888), fille de Wilhelm von Krauseneck. Un de ses deux fils est Ernst Raban von Canstein (de).

## Travaux
- Anleitung die physikalischen Erdräume mittels einfacher Construktionen aus freier Hand zu entwerfen. Berlin 1835.
- Blicke in die östlichen Alpen und in das Land um die Nordküste des Adriatischen Meeres. Mit einer Übersichts-Charte. Berlin 1837.